# Umberto Guidoni

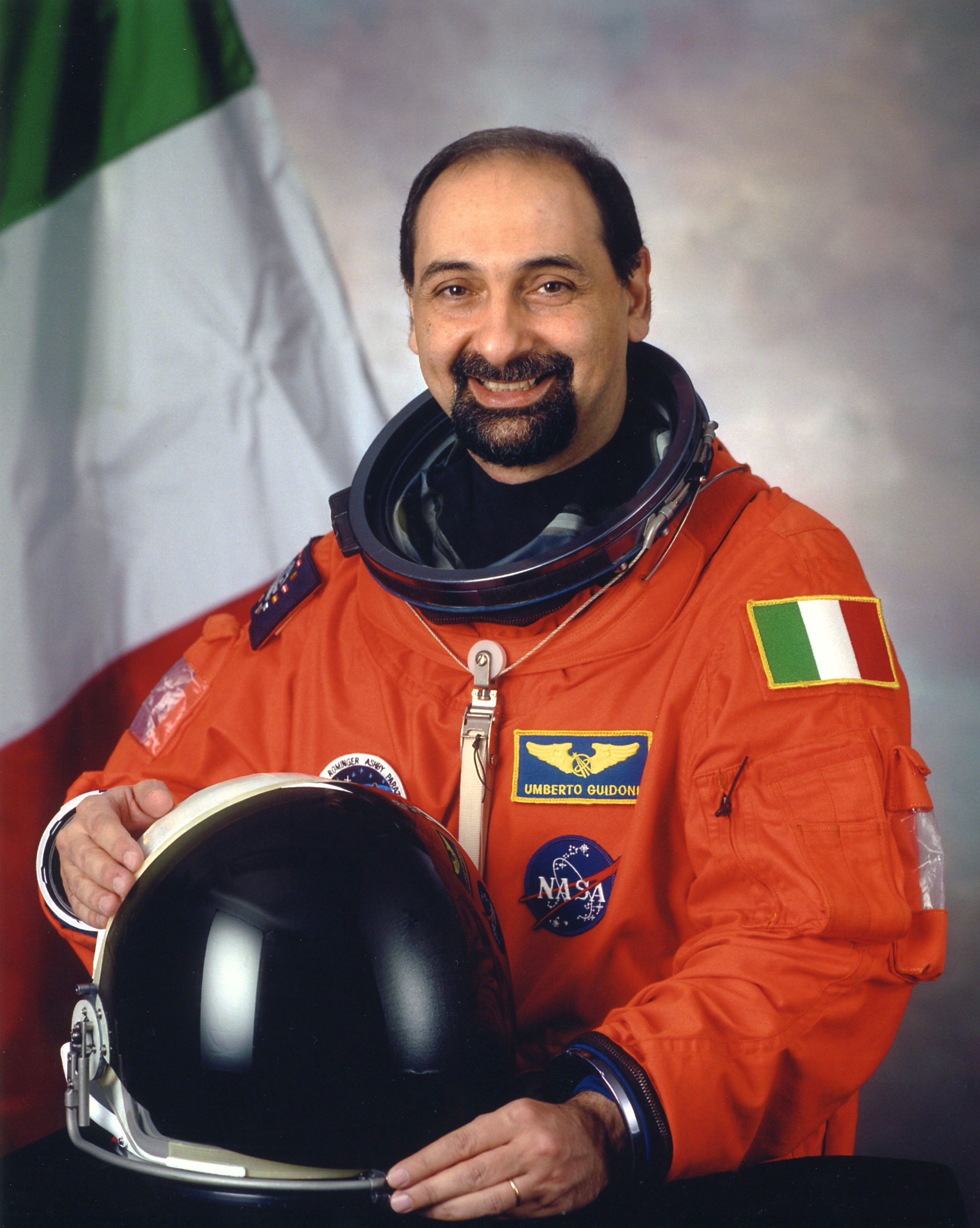
Umberto Guidoni w stroju astronauty (2001)

Umberto Guidoni (ur. 18 sierpnia 1954 w Rzymie) – włoski astrofizyk, astronauta, uczestnik dwóch misji NASA, polityk, eurodeputowany w latach 2004–2009.

## Życiorys
Ukończył studia z zakresu fizyki. Obronił następnie doktorat z astrofizyki na Uniwersytecie Rzymskim „La Sapienza”. Pod koniec lat 70. odbył staż we włoskiej komisji energii jądrowej CNEN.
Pracował we Włoskiej Agencji Kosmicznej i w Europejskiej Agencji Kosmicznej. Wziął udział w misji STS-75 w 1996. Drugi lot odbył w 2001 w ramach misji STS-100. Był pierwszym Europejczykiem, który przebywał na Międzynarodowej Stacji Kosmicznej. W uznaniu jego pracy jedną z odkrytych w 1996 planetoid nazwano (10605) Guidoni
W 2004 wycofał się z dotychczasowej działalności zawodowej. W wyborach w tym samym roku uzyskał mandat posła do Parlamentu Europejskiego z ramienia Partii Komunistów Włoskich. W PE zasiadał w grupie Zjednoczonej Lewicy Europejskiej i Nordyckiej Zielonej Lewicy. W 2009 po rozłamie w PdCI został jednym z liderów nowej formacji pod nazwą Zjednoczenie Lewicy. Działał następnie w ugrupowaniu Lewica, Ekologia, Wolność; w 2013 zrezygnował z aktywności politycznej, deklarując zajęcie się działalnością pisarską i publicystyką naukową.
Autor licznych publikacji książkowych, m.in. Martino su Marte (2007), Dallo Sputnik allo Shuttle (2009), Astrolibro dell'universo (2011), Così extra, così terrestre (2013), Viaggiando oltre il cielo (2014), Otto passi nel futuro (2016).

## Odznaczenia i wyróżnienia
- Order Zasługi Republiki Włoskiej klasy III (1996) i II (2001)[5][6]
- Medal za Lot Kosmiczny (NASA Space Flight Medal, dwukrotnie: 1996, 2001)
- Universal Astronaut Insignia za lot orbitalny (nr 345) – Association of Space Explorers(inne języki)[7]

## Wykaz lotów
| Loty kosmiczne, w których uczestniczył Umberto Guidoni      | Loty kosmiczne, w których uczestniczył Umberto Guidoni | Loty kosmiczne, w których uczestniczył Umberto Guidoni | Loty kosmiczne, w których uczestniczył Umberto Guidoni | Loty kosmiczne, w których uczestniczył Umberto Guidoni | Loty kosmiczne, w których uczestniczył Umberto Guidoni |
| №                                                           | Data startu                                            | Data lądowania                                         | Statek kosmiczny                                       | Funkcja                                                | Czas trwania                                           |
| ----------------------------------------------------------- | ------------------------------------------------------ | ------------------------------------------------------ | ------------------------------------------------------ | ------------------------------------------------------ | ------------------------------------------------------ |
| 1                                                           | 22 lutego 1996                                         | 9 marca 1996                                           | STS-75 Columbia F-19                                   | specjalista ładunku                                    | 15 dni 17 godzin 40 minut                              |
| 2                                                           | 19 kwietnia 2001                                       | 1 maja 2001                                            | STS-100 Endeavour F-16                                 | specjalista misji (MS-4)                               | 11 dni 21 godzin 30 minut                              |
| Łączny czas spędzony w kosmosie – 27 dni 15 godzin 10 minut |                                                        |                                                        |                                                        |                                                        |                                                        |